# Etapa Departamental de Arequipa 2025
La Etapa Departamental de Arequipa 2025 es la quincuagésima octava (58.ª) edición del torneo de fútbol que organiza la Liga Departamental de Fútbol de Arequipa, como parte del sistema de la Copa Perú 2025. Esta etapa reúne a los clubes campeones y subcampeones de las diferentes provincias del departamento de Arequipa, quienes compiten por la clasificación a la Etapa Nacional del torneo.
En la presente temporada, el torneo otorga tres cupos para la Etapa Nacional de la Copa Perú 2025, a la que avanzan los clubes que logren ubicarse en las tres primeras posiciones de la Liguilla Final. 

## Formato de competencia
La Etapa Departamental de Arequipa 2025 se desarrolla en tres fases:
- Primera fase: Se juegan siete llaves eliminatorias entre los campeones y subcampeones provinciales, determinadas mediante sorteo realizado por la Liga Departamental de Fútbol de Arequipa (LIDEFA). Los emparejamientos quedaron establecidos de la siguiente manera:
  - Campeón de Castilla vs. Subcampeón de Islay
  - Campeón de Camaná vs. Subcampeón de Caylloma
  - Campeón de Caravelí vs. Subcampeón de Arequipa
  - Campeón de Islay vs. Subcampeón de Camaná
  - Campeón de Condesuyos vs. Subcampeón de Caravelí
  - Campeón de Caylloma vs. Subcampeón de Castilla
  - Campeón de Arequipa vs. Subcampeón de Condesuyos

Los siete ganadores de estas llaves, junto al mejor perdedor, clasificaron a la siguiente fase.
- Segunda fase: Los ocho equipos clasificados se enfrentan en llaves eliminatorias de ida y vuelta, definidas también mediante sorteo realizado por la LIDEFA. Los cuatro ganadores avanzan a la etapa final.

- Tercera fase (cuadrangular final): Los cuatro equipos disputan un cuadrangular de todos contra todos en seis fechas. Al finalizar, los tres primeros ubicados en la tabla de posiciones clasifican a la Etapa Nacional de la Copa Perú 2025.

## Equipos participantes
A continuación, se presenta la lista de equipos participantes en la Etapa Departamental de Arequipa 2025, agrupados por provincia: 
| Provincia          | Equipo                                                   | Vía de clasificación                     | Estadio                                                     |
| ------------------ | -------------------------------------------------------- | ---------------------------------------- | ----------------------------------------------------------- |
| Arequipa 2 cupos   | Club Amigos de la PNP Casimiro Cuadros Tiznados F.C.     | Campeón Provincial Subcampeón Provincial | Estadio Melgar                                              |
| Camaná 2 cupos     | CSD Estrella - San José Deportivo Camaná                 | Campeón Provincial Subcampeón Provincial | Estadio Gilberto Prado Estadio 9 de Noviembre               |
| Caravelí 2 cupos   | Viargoca Fútbol Club Club Deportivo Juventud Bella Unión | Campeón Provincial Subcampeón Provincial | Estadio Municipal de Atico Estadio Municipal de Bella Unión |
| Castilla 2 cupos   | Club Espiga Dorada Club Rocket Boys                      | Campeón Provincial Subcampeón Provincial | Estadio Municiapl de Corire Estadio Municipal de Huancarqui |
| Caylloma 2 cupos   | FD Galaxy CD Sport El Alto                               | Campeón Provincial Subcampeón Provincial | Estadio Miguel Grau Pedregal                                |
| Condesuyos 2 cupos | Deportivo Vallecito Universitario Papachacra             | Campeón Provincial Subcampeón Provincial | Estadio Los Estudiantes                                     |
| Islay 2 cupos      | Club Deportivo Alto Inclán Club Deportivo Colón          | Campeón Provincial Subcampeón Provincial | Estadio Municipal de Mollendo Estadio Municipal La Punta    |

## Primera Fase
Los encuentros fueron sorteados el 18 de junio por la LIDEFA.  

### Resultados de la primera fase
- La hora de cada encuentro corresponde al huso horario que rige a Perú (UTC-5).

| Serie   | Local                    | Resultado | Visitante                              | Estadio                           | Ciudad                   | Fecha       | Hora  |
| ------- | ------------------------ | --------- | -------------------------------------- | --------------------------------- | ------------------------ | ----------- | ----- |
| Serie C | Tiznados F.C.            | 1 - 2     | Viargoca Fútbol Club                   | Estadio Melgar                    | Arequipa                 | 28 de junio | 14:50 |
| Serie A | Club Deportivo Colón     | 1 - 2     | Club Espiga Dorada                     | Estadio Municipal Punta de Bombón | Punta de Bombón (Islay)  | 29 de junio | 14:50 |
| Serie B | CD Sport El Alto         | 1 - 2     | CSD Estrella - San José                | Estadio Almirante Miguel Grau     | San José (Caylloma)      | 29 de junio | 15:00 |
| Serie D | Deportivo Camaná         | 1 - 1     | Club Deportivo Alto Inclán             | Estadio 9 de Noviembre            | Camaná                   | 29 de junio | 15:00 |
| Serie E | Juventud Bella Unión     | 5 - 2     | Deportivo Vallecito                    | Estadio Municipal Bella Unión     | Bella Unión (Caravelí)   | 29 de junio | 15:00 |
| Serie F | Club Rocket Boys         | 1 - 4     | FD Galaxy                              | Estadio Municipal Huancarqui      | Huancarqui (Castilla)    | 29 de junio | 15:00 |
| Serie G | Universitario Papachacra | 2 - 2     | Club Amigos de la PNP Casimiro Cuadros | Estadio Los Estudiantes           | Chuquibamba (Condesuyos) | 29 de junio | 15:00 |

| Serie   | Local                                  | Resultado            | Visitante                | Estadio                               | Ciudad      | Fecha      | Hora  |
| ------- | -------------------------------------- | -------------------- | ------------------------ | ------------------------------------- | ----------- | ---------- | ----- |
| Serie D | Club Deportivo Alto Inclán             | 2 - 1 Glb: 3 - 2     | Deportivo Camaná         | Estadio Municipal Juan Carlos Oblitas | Islay       | 5 de julio | 14:30 |
| Serie G | Club Amigos de la PNP Casimiro Cuadros | 5 - 0 Glb: 7 - 2     | Universitario Papachacra | Estadio Melgar                        | Arequipa    | 5 de julio | 14:30 |
| Serie A | Club Espiga Dorada                     | 0 - 1 Glb: 2(3)-2(5) | Club Deportivo Colón     | Estadio Municipal de Corire           | Castilla    | 6 de julio | 14:30 |
| Serie B | CSD Estrella - San José                | 2 - 4 Glb: 4 - 5     | CD Sport El Alto         | Estadio Gilberto Prado                | Camaná      | 6 de julio | 14:30 |
| Serie C | viargoca Fútbol Club                   | 4 - 2 Glb: 6 - 3     | Tiznados F.C.            | Estadio Municipal de Atico            | Caravelí    | 6 de julio | 14:30 |
| Serie E | Deportivo Vallecito                    | 3 - 0 Glb: 5(7)-5(6) | Juventud Bella Unión     | Estadio Los Estudiantes               | Chuquibamba | 6 de julio | 14:30 |
| Serie F | FD Galaxy                              | 2 - 1 Glb: 6 - 2     | Club Rocket Boys         | Estadio Miguel Grau Pedregal          | El Pedregal | 6 de julio | 14:30 |

## Segunda Fase
A la Segunda Fase clasificaron los clubes ganadores de cada serie: Club Deportivo Colón, CD Sport El Alto, Viargoca Fútbol Club, Club Deportivo Alto Inclán, Deportivo Vallecito, FD Galaxy y Club Amigos de la PNP Casimiro Cuadros. Además, accedió como mejor perdedor Juventud Bella Unión, tras empatar en el marcador global y caer por penales. Los ocho clasificados fueron emparejados en llaves de ida y vuelta mediante sorteo realizado por la LIDEFA. 

### Partidos de Ida
- La hora de cada encuentro corresponde al huso horario que rige a Perú (UTC-5).

| Serie   | Local                | Resultado | Visitante                              | Estadio                    | Ciudad                  | Fecha       | Hora  |
| ------- | -------------------- | --------- | -------------------------------------- | -------------------------- | ----------------------- | ----------- | ----- |
| Serie 2 | Club Deportivo Colón | 1 - 2     | Club Amigos de la PNP Casimiro Cuadros | Estadio La Punta de Bombón | Punta de Bombón (Islay) | 20 de julio | 15:00 |
| Serie 4 | Juventud Bella Unión | 2 - 2     | CD Sport El Alto                       | Estadio Bella Unión        | Bella Unión (Caravelí)  | 20 de julio | 15:00 |
| Serie 1 | FD Galaxy            | 3 - 0     | Club Deportivo Alto Inclán             | Estadio Miguel Grau        | El Pedregal (Caylloma)  | 20 de julio | 15:15 |
| Serie 3 | Viargoca Fútbol Club | 6 - 1     | Deportivo Vallecito                    | Estadio Municipal de Atico | Atico (Caravelí)        | 20 de julio | 15:30 |

### Partidos de Vuelta
- La hora de cada encuentro corresponde al huso horario que rige a Perú (UTC-5).

| Serie   | Local                                  | Resultado            | Visitante            | Estadio                       | Ciudad                   | Fecha       | Hora  |
| ------- | -------------------------------------- | -------------------- | -------------------- | ----------------------------- | ------------------------ | ----------- | ----- |
| Serie 1 | Club Deportivo Alto Inclán             | 4 - 2 Glb: 4 - 5     | FD Galaxy            | Estadio Juan Carlos Oblitas   | Mollendo (Islay)         | 23 de julio | 14:45 |
| Serie 2 | Club Amigos de la PNP Casimiro Cuadros | 0 - 1 Glb: 2(4)-2(2) | Club Deportivo Colón | Estadio Melgar                | Arequipa                 | 23 de julio | 14:45 |
| Serie 3 | Deportivo Vallecito                    | 2 - 1 Glb: 3 - 7     | Viargoca Fútbol Club | Estadio Los Estudiantes       | Chuquibamba (Condesuyos) | 23 de julio | 14:45 |
| Serie 4 | CD Sport El Alto                       | 9 - 0 Glb: 11 - 2    | Juventud Bella Unión | Estadio Almirante Miguel Grau | El Alto (Caylloma)       | 23 de julio | 14:45 |

### Clasificados al Cuadrangular Final
FD Galaxy

Caylloma – Ganador Serie 1

Club Amigos de la PNP Casimiro Cuadros

Arequipa – Ganador Serie 2

Viargoca Fútbol Club

Caravelí – Ganador Serie 3

CD Sport El Alto

Caylloma – Ganador Serie 4

## Cuadrangular Final

### Tabla de posiciones
| Pos. | Equipo                                 | Pts. | PJ | G | E | P | GF | GC | Dif. | Clasificación            |
| ---- | -------------------------------------- | ---- | -- | - | - | - | -- | -- | ---- | ------------------------ |
| 1    | Club Amigos de la PNP Casimiro Cuadros | 12   | 5  | 4 | 0 | 1 | 13 | 3  | +10  | Campeón Departamental    |
| 2    | Viargoca Fútbol Club                   | 12   | 5  | 4 | 0 | 1 | 13 | 7  | +6   | Subcampeón Departamental |
| 3    | FD Galaxy                              | 6    | 5  | 2 | 0 | 3 | 9  | 12 | −3   | Tercer lugar             |
| 4    | CD Sport El Alto                       | 0    | 5  | 0 | 0 | 5 | 4  | 17 | −13  | Eliminado                |

Actualizado a los partidos jugados el 17 de agosto de 2025.
 Fuente: LIDEFA

### Resultados del cuadrangular final
- La hora de cada encuentro corresponde al huso horario que rige a Perú (UTC-5).

| Fecha 1          | Fecha 1   | Fecha 1                           | Fecha 1                       | Fecha 1     | Fecha 1     | Fecha 1 | Fecha 1 |
| Local            | Resultado | Visitante                         | Estadio                       | Ciudad      | Fecha       | Hora    |         |
| ---------------- | --------- | --------------------------------- | ----------------------------- | ----------- | ----------- | ------- | ------- |
| CD Sport El Alto | 1 - 2     | Amigos de la PNP Casimiro Cuadros | Estadio Almirante Miguel Grau | El Pedregal | 27 de julio | 12:45   |         |
| FD Galaxy        | 0 - 4     | Viargoca F.C.                     | Estadio Almirante Miguel Grau | El Pedregal | 27 de julio | 15:15   |         |

| Fecha 2          | Fecha 2   | Fecha 2                           | Fecha 2                       | Fecha 2     | Fecha 2     | Fecha 2 | Fecha 2 |
| Local            | Resultado | Visitante                         | Estadio                       | Ciudad      | Fecha       | Hora    |         |
| ---------------- | --------- | --------------------------------- | ----------------------------- | ----------- | ----------- | ------- | ------- |
| CD Sport El Alto | 1 - 2     | FD Galaxy                         | Estadio Almirante Miguel Grau | El Pedregal | 3 de agosto | 15:15   |         |
| Viargoca F.C.    | 2 - 1     | Amigos de la PNP Casimiro Cuadros | Estadio Municipal de Atico    | Caravelí    | 3 de agosto | 15:30   |         |

| Fecha 3                           | Fecha 3   | Fecha 3          | Fecha 3                     | Fecha 3        | Fecha 3     | Fecha 3 | Fecha 3 |
| Local                             | Resultado | Visitante        | Estadio                     | Ciudad         | Fecha       | Hora    |         |
| --------------------------------- | --------- | ---------------- | --------------------------- | -------------- | ----------- | ------- | ------- |
| Amigos de la PNP Casimiro Cuadros | 3 - 0     | FD Galaxy        | Estadio Arturo Díaz Huertas | Cerro Colorado | 6 de agosto | 15:30   |         |
| Viargoca F.C.                     | 4 - 1     | CD Sport El Alto | Estadio Municipal de Atico  | Caravelí       | 6 de agosto | 15:30   |         |

| Fecha 4                           | Fecha 4   | Fecha 4          | Fecha 4                     | Fecha 4        | Fecha 4      | Fecha 4 | Fecha 4 |
| Local                             | Resultado | Visitante        | Estadio                     | Ciudad         | Fecha        | Hora    |         |
| --------------------------------- | --------- | ---------------- | --------------------------- | -------------- | ------------ | ------- | ------- |
| Amigos de la PNP Casimiro Cuadros | 4 - 0     | CD Sport El Alto | Estadio Arturo Díaz Huertas | Cerro Colorado | 9 de agosto  | 15:30   |         |
| Viargoca F.C.                     | 3 - 2     | FD Galaxy        | Estadio Municipal de Atico  | Caravelí       | 10 de agosto | 15:30   |         |

| Fecha 5                           | Fecha 5   | Fecha 5          | Fecha 5                       | Fecha 5     | Fecha 5      | Fecha 5 | Fecha 5 |
| Local                             | Resultado | Visitante        | Estadio                       | Ciudad      | Fecha        | Hora    |         |
| --------------------------------- | --------- | ---------------- | ----------------------------- | ----------- | ------------ | ------- | ------- |
| Amigos de la PNP Casimiro Cuadros | 3 – 0     | Viargoca F.C.    | Estadio Melgar                | Arequipa    | 17 de agosto | 13:00   |         |
| FD Galaxy                         | 5 – 1     | CD Sport El Alto | Estadio Almirante Miguel Grau | El Pedregal | 17 de agosto | 15:30   |         |

| Fecha 6          | Fecha 6   | Fecha 6                           | Fecha 6       | Fecha 6       | Fecha 6      | Fecha 6       | Fecha 6 |
| Local            | Resultado | Visitante                         | Estadio       | Ciudad        | Fecha        | Hora          |         |
| ---------------- | --------- | --------------------------------- | ------------- | ------------- | ------------ | ------------- | ------- |
| CD Sport El Alto | –         | Viargoca F.C.                     | Por confirmar | Por confirmar | 24 de agosto | Por confirmar |         |
| FD Galaxy        | –         | Amigos de la PNP Casimiro Cuadros | Por confirmar | Por confirmar | 24 de agosto | Por confirmar |         |

## Clasificados a la Etapa Nacional
Club Amigos de la PNP Casimiro Cuadros

Arequipa-?.° Lugar

Viargoca Fútbol Club

Caraveli-?.° Lugar

FD Galaxy

Caylloma – 3.° Lugar 